# 日本の夏からこんにちは
『日本の夏からこんにちは』（にほんのなつからこんにちは）はTUBE34枚目のオリジナル・アルバム。2020年7月8日にSony Music Associated Recordsから発売された。

## 概要
前作『Your TUBE+My TUBE』から約5年ぶりのオリジナル・フル・アルバム。
TV-CMで使用された「いただきSummer」、関西レゲエシーンの雄・寿君とのコラボレーションで制作したFM大阪開局50周年アニバーサリーソング「知らんけどfeat.寿君」、さらにTUBEならではのバラエティな豊な作品。
初回限定盤にはCDの他に2019年に行われたファンクラブイベントの模様の一部、レコーディングの密着映像を収録したDVDが付属、完全生産限定盤はCDとDVDに加え、ジャケット絵柄のジグソーパズルが付属された。
シングルからは2018年発表の「夏が来る!」とそのカップリング曲「潮風の中で」の2曲のみが収録された。しかし「夏が来る!」は名称に変更はないものの、曲の最後が途中で終了する、「潮風の中で」はイントロの波音の演奏時間が若干長くなっているなどシングル版とはミックスが異なっている。
1曲目の「日本の夏からこんにちは」の楽曲タイトルは三波春夫の「世界の国からこんにちは」からインスパイアされており、MVでは全員が振り切ったコスプレ姿でリモート盆踊りをする姿を収めている。
11曲目の「いただきSummer」は2019年に味の素「クノール®冷たい牛乳でつくるカップスープ」タイアップソングに起用されるも、配信を含めて長い間楽曲が発売されず、本作より2週間前に発売された2ndリミックス・アルバム「35年で35曲 “夏と恋” ～夏の数だけ恋したけど～」にてショートサイズで先行収録されたのを経て、本作で本曲のフルサイズが初めて商品化された。
12曲目の「Route 567」は当初、『ファミリーアルバム』というタイトルで進めていたが、2020年4月に今の状況に合わせて書き直したとされている。

## 収録曲
| 全作曲: 春畑道哉。 |                            |                |            |              |      |
| #                  | タイトル                   | 作詞           | 作曲・編曲 | 編曲         | 時間 |
| 1.                 | 「日本の夏からこんにちは」 | 前田亘輝       | 春畑道哉   | TUBE         | 2:49 |
| 2.                 | 「夏が来る!」              | 前田亘輝       | 春畑道哉   | TUBE         | 4:07 |
| 3.                 | 「湘南バッドボーイ」       | 前田亘輝       | 春畑道哉   | TUBE         | 3:00 |
| 4.                 | 「知らんけど feat.寿君」   | 前田亘輝、寿君 | 春畑道哉   | TUBE         | 4:31 |
| 5.                 | 「GOD'S BREATH」           | 前田亘輝       | 春畑道哉   | TUBE         | 4:18 |
| 6.                 | 「潮風の中で」             | 前田亘輝       | 春畑道哉   | TUBE         | 4:20 |
| 7.                 | 「君がいるから」           | 前田亘輝       | 春畑道哉   | TUBE         | 4:20 |
| 8.                 | 「自由への卒業」           | 前田亘輝       | 春畑道哉   | TUBE         | 5:17 |
| 9.                 | 「夏のDeja Vu」            | 前田亘輝       | 春畑道哉   | 佐藤晶、TUBE | 3:29 |
| 10.                | 「MY BLUE HEAVEN」         | 前田亘輝       | 春畑道哉   | TUBE         | 4:33 |
| 11.                | 「いただきSummer」         | 前田亘輝       | 春畑道哉   | TUBE         | 3:58 |
| 12.                | 「Route 567」              | 前田亘輝       | 春畑道哉   | TUBE         | 4:33 |
| 合計時間:          | 合計時間:                  | 合計時間:      | 合計時間:  | 49:15        |      |

| #  | タイトル                                                                                         | 作詞 | 作曲・編曲 |
| -- | ------------------------------------------------------------------------------------------------ | ---- | ---------- |
| 1. | 「いただきSummer (TUBE RIDERS 17th.Meeting 2019.10.31 パシフィコ横浜)」                          |      |            |
| 2. | 「傷だらけのhero (TUBE RIDERS 17th.Meeting (2019.10.31 パシフィコ横浜)」                         |      |            |
| 3. | 「'Forever Friends ～TUBE RIDERS THEME～ (TUBE RIDERS 17th.Meeting (2019.10.31 パシフィコ横浜)」 |      |            |
| 4. | 「TUBE 2020 レコーディング密着」                                                                 |      |            |

## タイアップ
夏が来る!
- 61枚目のシングル。味の素「クノール®冷たい牛乳でつくるカップスープ」タイアップソング。[6]

知らんけど feat.寿君
- FM大阪開局50周年アニバーサリーソング[7]

いただきSummer
- 味の素「クノール®冷たい牛乳でつくるカップスープ」タイアップソング。[8]